# Ranunculus silanus
Ranunculus silanus är en ranunkelväxtart som beskrevs av Sandro Alessandro Pignatti. Ranunculus silanus ingår i släktet ranunkler, och familjen ranunkelväxter. Inga underarter finns listade i Catalogue of Life.